# Station JR Fujinomori
Station JR Fujinomori (JR藤森駅, JR Fujinomori-eki) is een spoorwegstation in de wijk Fushimi-ku in de Japanse stad  Kyoto. Het wordt aangedaan door de JR Kioto-lijn. Het station heeft twee sporen, gelegen aan twee zijperrons.

## Treindienst

### JR West
| 1 | ■ Nara-lijn | richting Kioto             |
| 2 | ■ Nara-lijn | richting Uji, Kizu en Nara |

## Geschiedenis
Het station werd in 1997 geopend.

## Stationsomgeving
- Pedagogische Universiteit van Kioto
- Fujinomori-schrijn
- 7-Eleven

Kioto · Tōfukuji · Inari · JR Fujinomori · Momoyama · Rokujizō · Kohata · Ōbaku · Uji · JR Ogura · Shinden · Jōyō · Nagaike · Yamashiro-Aodani · Yamashiro-Taga · Tamamizu · Tanakura · Kamikoma · Kizu (Narayama · Nara)